# HSBC Bank Middle East Limited
Die HSBC Bank Middle East Limited ist, gemessen an der Menge ihres Kapitals und der Anzahl ihrer Niederlassungen, die größte internationale Bank im Nahen bzw. Mittleren Osten.

## Geschichte
Die HSBC Bank Middle East Limited besteht seit 1959, die Geschichte der Bank im Nahen/Mittleren Osten an sich geht jedoch weiter zurück. Die Bank wurde 1889 mit einem königlichen Erlass von Königin Victoria und einer Konzession der Regierung Persiens als Imperial Bank of Persia und damit als die Staatsbank Persiens in London gegründet. Die Bank wurde später zur The British Bank of the Middle East (BBME) und dann zur heutigen HSBC Bank Middle East Limited.
Die Bank ist heute für Geschäfts- und Privatkunden in Bahrain, Jordanien, Kuwait, Libanon, Oman, Pakistan, Katar und Vereinigten Arabischen Emiraten tätig.

## Bankniederlassungen
Der HSBC Mutterkonzern hat eine Reihe von Büros in verschiedenen Ländern des Nahen und Mittleren Ostens. Die Bankgeschäfte selbst werden jedoch von der Tochterfirma HSBC Bank Middle East Limited mit ihren örtlichen Vertretungen übernommen, diese sind auch für die Geschäftsbeteiligung der Bank an der British Arab Commercial Bank verantwortlich.

## Bahrain
Die Bank hat 7 Vertretungen in Bahrain, darunter ist ein Offshore-Bankniederlassung. HSBC betreut sowohl Privat- wie auch Geschäftskunden in Bahrain. HSBC ist mit den Niederlassungen in Manama, Seef, Adliya und Muharraq sowie 17 Bankautomaten die größte ausländische Bank in Bahrain.

## Jordanien
HSBC betreibt zwei Geschäftsstellen in Jordanien und ist auch im Telefon- und Internetbankgeschäft im Land tätig.

## Libanon

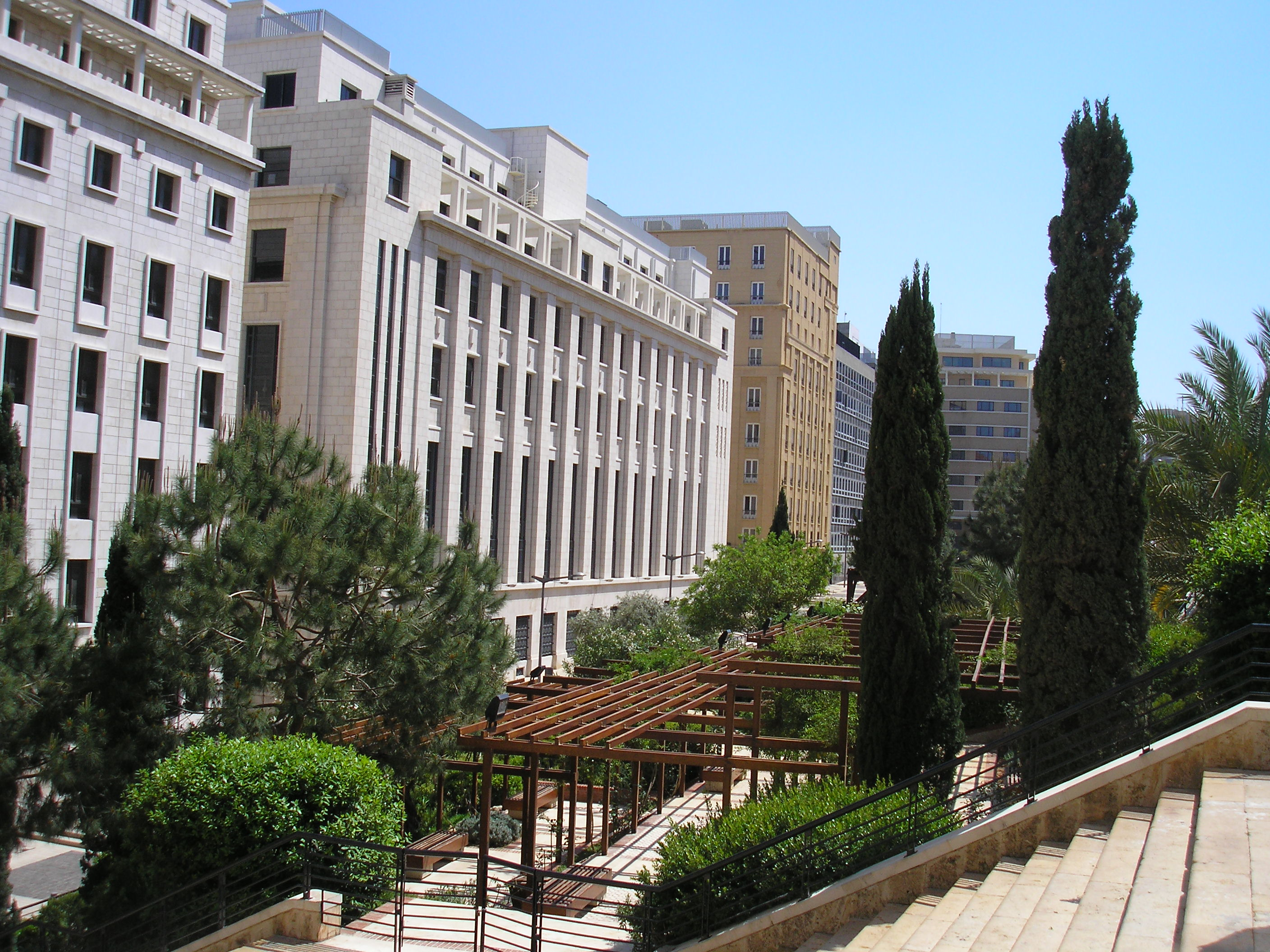
HSBC Libanon

Die Bank ist seit 1946 im Libanon tätig. Insgesamt sieben Geschäftsstellen befinden sich in St.Georges Bay, Achrafieh, Dora, Ras Beirut, Verdun und Zouk. Telefon- und Internetbankgeschäfte werden ebenfalls im Libanon von HSBC angeboten.

## Oman
HSBC ist seit 1948 in Oman tätig und betreibt heute vier Geschäftsstellen für den Geschäfts- und Privatkundenbetrieb. Die Bank ist auch im gesamten Bereich des Bankenhandels und als Privatbank in Oman tätig. Die Bank führt auch die Aufsicht über den Muscat Securities Market, die Börse von Oman. Die Bank ist kritisiert worden, weil sie ihren Kunden keine Bankkarten zur Verfügung stellt.

## Katar
HSBC ist sowohl für Privat- wie auch Geschäftskunden in Katar als Bank tätig. HSBC betreibt fünf Geschäftsstellen in Katar und besitzt 21 eigene Bankautomaten an verschiedenen Orten. HSBC ist die größte ausländische Bank, die in Katar tätig ist.

## Vereinigte Arabische Emirate
Die Vereinigten Arabischen Emirate haben eine Schlüsselstellung im Geschäft der Bank. Die Bank betreibt dort 24 Geschäftsstellen. Die Emirate sind auch der Sitz der regionalen Hauptverwaltung.

## Kuwait
HSBC ist seit 2005 in Kuwait tätig. Die Bank betreibt eine Geschäftsstelle im Khorafi Tower in Kuwait.

## Pakistan
HSBC ist seit 1982 in Pakistan tätig. Seit der Aufnahme des Geschäftsbetriebes im Land wurde die Bank in allen größeren Städten des Landes tätig und bietet in 11 Geschäftsstellen einen umfassenden Bankservice für Privat- und Geschäftskunden. Die Vertretungen von HSBC wurden ursprünglich von der Hongkong and Shanghai Banking Corporation Limited – einer Tochterfirma des HSBC Mutterkonzerns – betrieben, aber 2008 wurden die Geschäftsstellen an die HSBC Bank Middle East Limited verkauft.

## Nachweise
1. ↑  HSBC Bahrain Homepage (Memento des Originals vom 29. November 2011 im Internet Archive)  Info: Der Archivlink wurde automatisch eingesetzt und noch nicht geprüft. Bitte prüfe Original- und Archivlink gemäß Anleitung und entferne dann diesen Hinweis.
2. ↑  HSBC Jordanien Homepage (Memento des Originals vom 11. Januar 2012 im Internet Archive)  Info: Der Archivlink wurde automatisch eingesetzt und noch nicht geprüft. Bitte prüfe Original- und Archivlink gemäß Anleitung und entferne dann diesen Hinweis.
3. ↑  HSBC Libanon Homepage (Memento des Originals vom 2. Dezember 2011 im Internet Archive)  Info: Der Archivlink wurde automatisch eingesetzt und noch nicht geprüft. Bitte prüfe Original- und Archivlink gemäß Anleitung und entferne dann diesen Hinweis.
4. ↑  HSBC Oman Homepage
5. ↑  HSBC Qatar Homepage (Memento des Originals vom 2. Dezember 2011 im Internet Archive)  Info: Der Archivlink wurde automatisch eingesetzt und noch nicht geprüft. Bitte prüfe Original- und Archivlink gemäß Anleitung und entferne dann diesen Hinweis.
6. ↑  HSBC Vereinigte Arabische Emirate Homepage
7. ↑  HSBC Kuwait Homepage (Memento des Originals vom 25. November 2011 im Internet Archive)  Info: Der Archivlink wurde automatisch eingesetzt und noch nicht geprüft. Bitte prüfe Original- und Archivlink gemäß Anleitung und entferne dann diesen Hinweis.
8. ↑   HSBC Pakistan Homepage (Memento des Originals vom 29. November 2011 im Internet Archive)  Info: Der Archivlink wurde automatisch eingesetzt und noch nicht geprüft. Bitte prüfe Original- und Archivlink gemäß Anleitung und entferne dann diesen Hinweis.